# 一般教書演説
一般教書演説（いっぱんきょうしょえんぜつ、State of the Union Address、SOTU）とは、アメリカ合衆国において、大統領が連邦議会両院の議員を対象に行う演説で、国の現状 (State of the Union) についての大統領の見解を述べ、主要な政治課題を説明するものである。年頭教書ともいう。
「予算教書」「経済教書」と合わせて三大教書と呼ばれることもある。

## 概要
大統領は議会出席権を持たないが、憲法の規定では文書の形で「教書」 (message) を議会に送付することが認められている。
ただし、大統領の議会への出席権については、実務上、議会の許可が必要という点で権利が制限されているとの見方もある。
議会による特別な招待の下で、大統領が上下両院議員に対して教書を口頭で演説することが慣習化した行事が、一般教書演説である。
慣例として、1月最後の火曜日に演説が行われることが多い。なお国政報告という字義上、1月に就任したばかりの大統領による演説は、正式には State of the Union Address ではなく、（単なる）「両院合同会議での演説」となるが、実際上はあまり区別されていない。
出席者は大統領 (President of the United States) 、副大統領（上院議長を兼ねる）(Vice President of the United States as President of the United States Senate) 、両院議員 (members of Congress) と下院議長 (Speaker of the House of Representatives) にとどまらず、最高裁判所判事 (Justices of the Supreme Court) 、各省長官 (United States Cabinet) 、統合参謀本部 (Joint Chiefs of Staff) の将官といった、合衆国の三権と軍の首脳が一堂に会する。
したがって、連邦議会議事堂に対する核攻撃・事故・テロなどで出席者の多くが死亡あるいは職務執行不能になった場合、大統領職を継承できる人物がいなくなり、政府の活動が不可能になる可能性があるため、副大統領、下院議長に次ぐ第3順位の大統領継承権を有する上院仮議長 (President pro tempore of the United States Senate) と、同じく大統領継承権のある行政長官の1人と、最近では両院の議員各党1人ずつが「指定生存者」 (Designated survivor) として欠席し、連邦議会議事堂から離れた非公開の安全な場所に待機することになっている。アメリカのドラマや映画などで、閣僚がほとんど死亡したために農務長官など順位の低い閣僚が繰り上がって大統領になる物語があるのも、こうしたことに由来する。
議場では上院議長である副大統領と下院議長が相並んで議長席につき、 下院守衛長 (Sergeant at Arms of the United States House of Representatives) の"Mister/Madam Speaker, the President of the United States!"（議長閣下、合衆国大統領の入場です）の掛け声の後に入場する大統領を与野党議員ともに盛大な拍手で大統領の入場を迎える友好的な雰囲気の下に演説が開始される。演説は、言及される個別の政策項目に賛成する議員による拍手により、しばしば中断される。だが他方の当該項目に反対する議員は通常、その場での意思表明は拍手を控えることにとどまり、野次やブーイングなどを行うことはない。散会後には演説内容が遠慮のない批評の対象となり、議員などの政治家がマスメディアを通じて反論演説を行うこともある。
慣例的に、大統領は入場の際、下院守衛長の先導により、上下両院合同会議の長である下院議長の指示を仰ぎ、また、演説に際し、下院議長の許可がなくてはならない。この慣例は、行政府の長である大統領であっても、立法府である議会に足を踏み入れたら、議会の長である議長（ここでは下院議長）に従わなければならない、という意味合いを持っており、三権分離の大原則を示す好例と言える。
また、一般教書演説の原稿は、演説開始の直前まで繰り返し修正が行われることでも有名である。

## 沿革
最初の一般教書演説は、1790年1月8日にジョージ・ワシントンによって行われた。
1801年から1913年までの間は、憲法の規定どおり演説ではなく文書の配布という形をとった。国王演説(Speech from the Throne)に類似の慣行は共和制国家にふさわしくないという考えによる。
口頭での演説を再開したのはウッドロー・ウィルソンの1914年からで、カルヴァン・クーリッジの1923年の演説以来ラジオ放送が、ハリー・S・トルーマン以来テレビ中継が行われるようになった。1982年のレーガン大統領の演説からゲストが招かれるようになった。
1986年にはチャレンジャー号爆発事故の影響でロナルド・レーガンによる一般教書演説が延期された。
従来は与野党が対立するテーマに言及されると、起立拍手する与党席と黙りこむ野党席がくっきり分かれる光景が現れていたが、2011年には与野党議員が混ざり合って座り、党派対立が見えにくくなった。これは直前に起きたツーソン銃撃事件を受けての提案によるものである。
2019年の一般教書演説は1月29日に予定されていたが、前年末より与野党の対立が先鋭化し予算案が成立せず、一部政府機関が閉鎖になった影響で一時はドナルド・トランプが演説の強行や中止を宣言するなど混乱したが、結局は暫定予算が成立するなどしたため、一週間遅れの2月5日に行われた。
2022年ジョー・バイデンによる一般教書演説はスケジュールが遅延し、3月1日に実施された。